# پای کون-هونگ
پای کون-هونگ (انگلیسی: Pai Kun-hong؛ زادهٔ ۶ ژانویهٔ ۱۹۷۰) بازیکن بیسبال اهل تایوان است.